# La Table
La Table település Franciaországban, Savoie megyében. Lakosainak száma 432 fő (2022. január 1.). La Table Bourget-en-Huile, Champ-Laurent, Rotherens, Saint-Alban-d'Hurtières, Le Verneil, Villard-Léger, Villard-Sallet és Valgelon-La Rochette községekkel határos.

## Népesség
A település népességének változása:
| Lakosok száma | 441  | 475  | 469  | 448  | 435  | 427  | 421  | 419  | 432  |
|               | 2013 | 2015 | 2016 | 2017 | 2018 | 2019 | 2020 | 2021 | 2022 |